# 합성동
합성동(合城洞)은 경상남도 창원시 마산회원구의 행정동이다. 남해고속도로와 경전선을 기준으로 북쪽을 합성1동, 남쪽을 합성2동으로 분할하고 있다.

## 역사와 유래

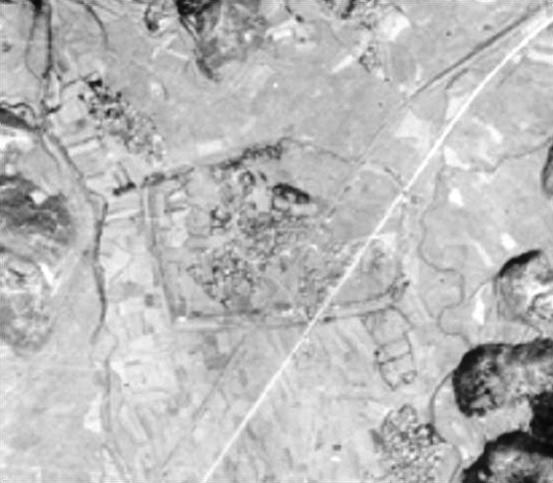
1947년, 미군이 촬영한 합포성. 흐릿하게 보이는 오각형 윤곽이 성지(城址)이다.북동에서 남서로 뻗은 흰색선은 국도 제14호선이다.

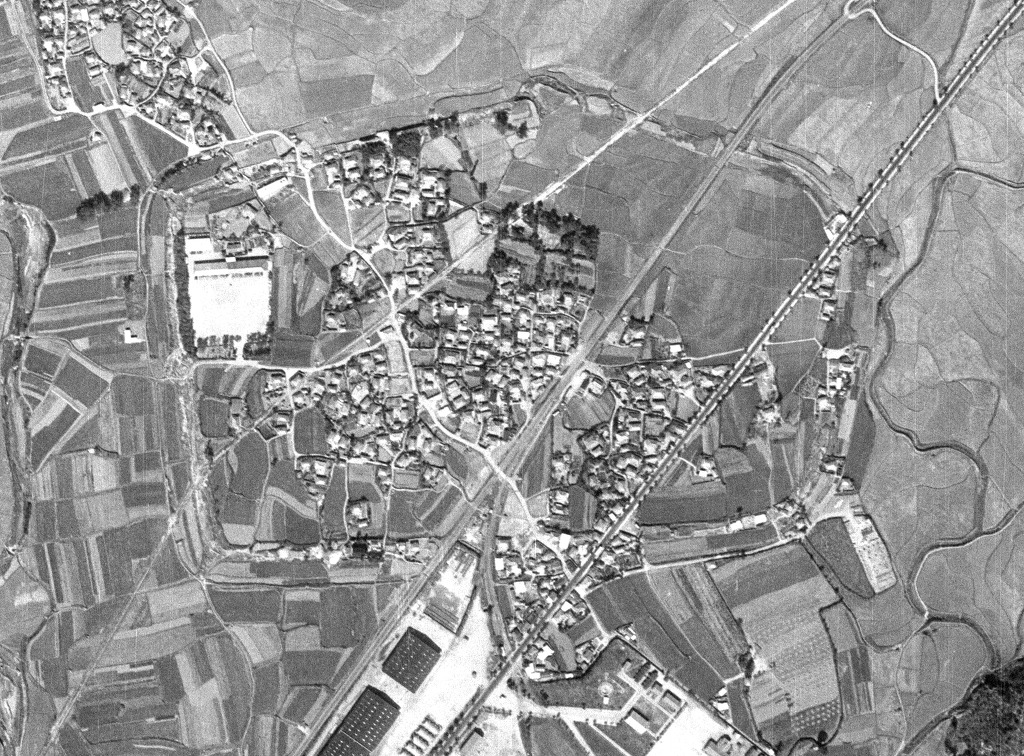
1967년, 경상남도 창원군 내서면 합성리 및 합포성지 일대.

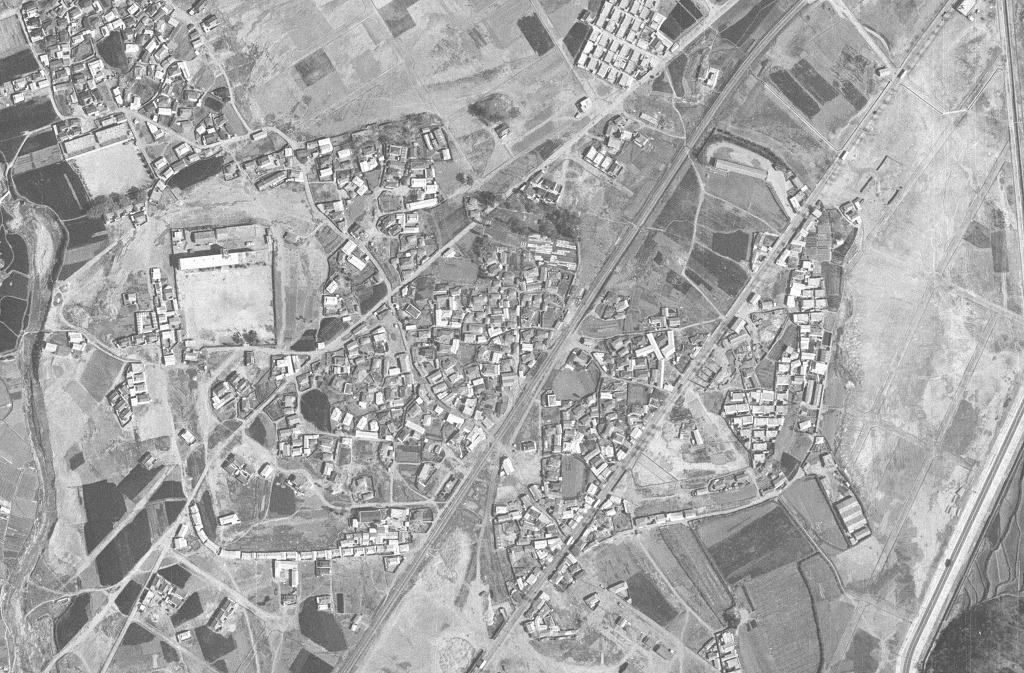
1975년, 경상남도 마산시 합성동 및 합포성지 일대.

과거 합포성(合浦城)이 있었던 지역이었던데서 유래하였으며, 실제로 합성초등학교 근처에 합포성지가 현재까지 남아있다.
이전에는 합포현에 속했으나 조선 태종 때인 1408년에 창원부로 편입되었다. 그러나 1910년 마산부제의 실시에 따라 마산부 내서면으로 편입되었으며, 1914년에 의성리, 석전리의 일부를 병합하여 합성리로 명명하여 창원군 내서면에 편입되었다. 이후 1973년에 마산시 확장으로 다시 마산시로 편입되어 동으로 승격되었다. 도심화와 더불어 불어나는 인구 증가추세에 맞춰 1979년 5월 1일, 합성1동과 합성2동(현재의 구암동)으로 행정동을 각각 분할하였다. 이후 1981년 2월 15일에 시조례 제938호를 통해 합성1동이 합성동으로, 합성2동이 구암동으로 동명을 개칭하게 되었고, 기존의 합성동은 1982년 9월 1일에 재차 합성1동과 합성2동으로 분동되어 현재와 같은 행정구역으로 유지되고 있다.
1990년부터 2001년 1월 1일 구 폐지 직전까지는 회원구에 속했었으나 마산시의 구제 폐지로 인해 구가 해소되었다가 2010년 7월 1일 인근의 옛 창원시, 진해시와 통합한 새로운 창원시가 출범하면서 신설된 마산회원구의 하위 행정구역으로 포함되었다.

### 행정 구역 변천사
- 1910년 : 경상남도 마산부 내서면 의성리, 석전리
- 1914년 : 경상남도 창원군 내서면 합성리
- 1973년 : 경상남도 마산시 합성동
- 1979년 5월 1일 : 경상남도 마산시 합성1동
- 1981년 2월 15일 : 경상남도 마산시 합성동
- 1990년 1월 1일 : 경상남도 마산시 회원구 합성동
- 2001년 1월 1일 : 경상남도 마산시 합성동
- 2010년 7월 1일 : 경상남도 창원시 마산회원구 합성동

## 상권
1970년대까지만 해도 이 일대는 허허벌판이었으나, 1977년 12월 15일 마산역 신 역사가 인근 석전동으로 이전되어 역전시장이 형성된 이후 마산시외버스터미널이 합성동에 설치되면서 이 일대는 마산시내 최대의 번화가를 형성하게 되었다. 이후 1990년대 들어서서 1993년에 마산 최대의 지하상가인 '합성동지하상가(현재의 대현N프리몰)'가 개장하면서 상권발달이 절정에 이르러 1990년대 중후반까지는 단연 상권 발달이 상승세였으나, 2000년대들어서는 다소 완만한 곡선을 그리거나 약한 하향세로 돌아서고 있는 추세이다.

## 교육

### 대학교
- 창신대학

### 고등학교
- 마산공업고등학교

### 중학교
- 양덕중학교
- 중앙중학교
- 양덕여자중학교

### 초등학교
- 합성초등학교
- 팔룡초등학교

### 기타,특수학교
- 경남혜림학교

## 교통
- 마산시외버스터미널